# Жовтис, Евгений Александрович
Евгений Александрович Жовтис (род. 17 августа 1955, Алма-Ата) — казахстанский правозащитник, общественный деятель, юрист, публицист.

## Биография
Сын писателя Александра Жовтиса и врача Галины Плотниковой.
В 1977 году окончил Казахский политехнический институт им. В. И. Ленина по специальности «горный инженер-экономист» и в течение 15 лет работал в системе Академии наук Казахстана (старший инженер, младший, старший научный сотрудник Института горного дела Академии наук Казахской ССР), а в 1999 году окончил с красным дипломом Высшую школу права «Адилет».
С 1982 по 1990 гг. работал народным заседателем в Ауэзовском районном суде г. Алма-Ата
В начале 1990-х работал в Конфедерации независимых профсоюзов Казахстана, в качестве вице-президента и заведующего бюро Независимого профцентра. В 1990 году был одним из организаторов Социал-демократической партии Казахстана. В 1990—1994 годах участвовал в создании Союза предпринимателей и арендаторов страны.
В 1993 году создал и возглавил Казахстанское международное бюро по правам человека и соблюдению законности (первоначально Казахстанско-американское бюро по правам человека и соблюдению законности).
Евгений Жовтис автор аналитических обзоров, докладов, отчетов о ситуации с правами человека в Казахстане и Центральной Азии. Член Совета Общественной палаты при Мажилисе парламента Казахстана, член различных экспертных советов. Был автором предложений к Национальному плану действий по правам человека в Республике Казахстан на 2009—2013 годы. Является членом Совета экспертов БДИПЧ ОБСЕ по написанию «Руководящих принципов по свободе мирных собраний».
В 2002 году был признан лучшим юристом Казахстана на конкурсе «Человек года».
Евгений Жовтис лауреат премии Европейского Союза и США за вклад в продвижение демократии и гражданского общества в Казахстане (1998), лауреат премии Международной лиги по правам человека (1999), лауреат премии Международной Хельсинкской Федерации (2005), лауреат премии «Свобода» (2006), лауреат премии Фонда им. Фридриха Эберта в области прав человека (2007), лауреат премии им. Андрея Сахарова Норвежского Хельсинкского Комитета (2010) и др.
В сентябре 2009 года Евгений Жовтис был осужден Балхашским районным судом Алматинской области Казахстана на четыре года лишения свободы в колонии-поселении, его признали виновным в совершении ДТП, повлёкшего по неосторожности смерть человека. Приговор вызвал неоднозначную реакцию внутри и за пределами Казахстана. После приговора был создан Международный комитет в защиту Евгения Жовтиса. Евгений Жовтис отбывал наказание в колонии-поселении в Восточно-Казахстанской области.
01.02.2012 состоялось судебное заседание (постановление суда 02.02.2012, срок исполнения 15 дней) о применении амнистии к Евгению Жовтису и журналисту Тохниязу Кучукову. 17 февраля 2012 они освободились. 21 февраля он был встречен в Алма-атинском аэропорту.
Само освобождение, как и нахождение Жовтиса под стражей активно обсуждалось прессой. Евгений Жовтис опубликовали книгу «Записки колониста-поселенца».
С августа 2016 года вновь возглавил Казахстанское международное бюро по правам человека и соблюдению законности.

## Награды
- 2011 Награда «За отвагу в борьбе за свободу» на V международном кинофестивале документальных фильмов по правам человека «Бир Дуйно — Кыргызстан-2011»
- 2011 Премия Московской Хельсинкской Группы за вклад в правозащитное движение
- 2010 Премия Андрея Сахарова Норвежского Хельсинкского Комитета за 2010 г.
- 2010 Премия свободы для казахстанских демократических активистов за 2010 г.
- 2007 Премия прав человека Фонда им. Фридриха Эберта
- 2006 Премия свободы для казахстанских демократических активистов за 2006 г.
- 2005 Премия признания Международной Хельсинкской Федерации за права человека за 2005 г.
- 2002 Премия Ежегодного фестиваля «Человек года» — «Лучший юрист года» за 2002 г.
- 1999 Премия Международной Лиги прав человека
- 1998 Премия США и Европейского Союза за вклад в развитие демократии и гражданского общества[6]